# Motyčky
Motyčky es un municipio del distrito de Banská Bystrica en la región de Banská Bystrica, Eslovaquia, con una población estimada a final del año 2024 de 104 habitantes.
Se encuentra ubicado en la zona centro-norte de la región, cerca del río Hron —un afluente izquierdo del Danubio— y de la frontera con la región de Žilina.

## Demografía
| Año        | 1994 | 2004    | 2014     | 2024    |
| ---------- | ---- | ------- | -------- | ------- |
| Población  | 101  | 98      | 110      | 104     |
| Diferencia |      | −2,97 % | +12,24 % | −5,45 % |

| Año        | 2023 | 2024    |
| ---------- | ---- | ------- |
| Población  | 107  | 104     |
| Diferencia |      | −2,80 % |